# Rüdiger Harksen
Rüdiger Harksen (* 23. September 1954 in Hockenheim) ist ein deutscher Leichtathletiktrainer.

## Leben
Harksen war früher ein guter Sprinter und startete für DJK Hockenheim, LG coop Kurpfalz und Salamander Kornwestheim. Er gewann bei den Junioreneuropameisterschaften 1973 mit der bundesdeutschen 4-mal-100-Meter-Staffel (Karlheinz Weisenseel, Klaus-Günther Lemke, Rüdiger Harksen, Helmut Leibner) in 40,66 Sekunden die Bronzemedaille. Im Erwachsenenbereich wurde er mit der Kornwestheimer Staffel bei den Deutschen Meisterschaften 1975 Dritter und 1977 Zweiter.
Er studierte Sport und Germanistik und war Lehrer am Mannheimer Ludwig-Frank-Gymnasium. Seit 1980 war er nebenamtlich als Trainer bei der MTG Mannheim, wurde später Honorartrainer beim DLV und gab schließlich 1985 seine Stelle als Studienrat auf und wurde hauptamtlicher Trainer. Von 2008 bis 2010 war er Chef-Bundestrainer für den Laufbereich. Danach wurde Harksen wieder Bundestrainer für den Hürdensprint.
Er war bei den Olympischen Spielen 1984 in Los Angeles, 1988 in Seoul, 1992 in Barcelona, 1996 in Atlanta, 2004 in Athen, 2008 in Peking und 2012 in London. Harksen betreute unter anderem Andreas Rizzi, Nicole Leistenschneider, Claudia Zaczkiewicz, Gabi Lippe, Caren Sonn, Jérôme Crews, Nadine Hentschke, Kirsten Bolm und Carolin Nytra. Zur Zeit trainiert er bei der MTG Mannheim in einer Trainingsgruppe Ricarda Lobe, Nadine Gonska und Lisa Mayer. Er ist auch der Bundestrainer von Ricarda Lobe. Seit Februar 2021 ist er auch Trainer von Pamela Dutkiewicz.